# Leighton Auto Company
Leighton Auto Company war ein US-amerikanischer Hersteller von Automobilen.

## Unternehmensgeschichte
Das Unternehmen hatte den Sitz in Brockton in Massachusetts. Es stellte 1910 einige Automobile nach Kundenaufträgen her. Der Markenname lautete Leighton.
Eine Quelle spekuliert, dass H. J. Leighton daran beteiligt war. Er hatte in der Vergangenheit hauptsächlich Bootsmotoren hergestellt sowie 1902 ein Automobil mit einem Dreizylinder-Zweitaktmotor und 8 PS Leistung.